# Candela Vetrano
Maria Candela Vetrano, née le 9 août 1991, est une actrice et chanteuse argentine. Elle a joué dans les séries télévisées Rincon de Luz, Floricienta, Chiquititas Sin Fin et Casi Ángeles. Elle a joué le rôle de Poli dans Supertorpe (en) en 2011 aux côtés de Pablo Martínez (es), l'un de ses partenaires de Casi Ángeles.

## Filmographie
| Année     | Titre                         | Format                          | Rôles                     | Notes |
| --------- | ----------------------------- | ------------------------------- | ------------------------- | ----- |
| 2003      | Rincón de Luz                 | Série TV                        | Estrella                  |       |
| 2004      | Floricienta                   | Série télévisée                 | Guillermina               |       |
| 2006      | Chiquititas Sin Fin           | Série télévisée                 | Valeria San Simón         |       |
| 2008–2010 | Casi Ángeles                  | Série télévisée                 | Estefanía « Tefi » Elordi |       |
| 2011 2013 | Super Torpe Vécinos en guerra | Série télévisée Série télévisée | Poli Paloma               |       |

## Discographie
- 2003 — Rincón de Luz
- 2006 — Chiquititas Sin Fin - soundtracks
- 2008 — Casi Ángeles[1]